# Bălteni (okręg Jassy)
Bălteni – wieś w Rumunii, w okręgu Jassy, w gminie Probota. W 2011 roku liczyła 760 mieszkańców.